# Tribulation (Thrash-Metal-Band)
Tribulation war eine schwedische Thrash-Metal-Band aus Surahammar, die im Jahr 1986 unter dem Namen Pentagram gegründet wurde und sich 1994 auflöste.

## Geschichte
Die Band wurde im Jahr 1986 unter dem Namen Pentagram gegründet. Die Band bestand aus dem Sänger und Gitarristen Mikael „Toza“ Tossavainen, dem Gitarristen Stefan Neuman, dem Bassisten Daniel Hojas und dem Schlagzeuger Magnus Forsberg, der laut Daniel Ekeroth Schwedens vermutlich wichtigster Tape-Trader und damit von großer Bedeutung für die Szene war. Die Gruppe veröffentlichte im Oktober 1986 ihr erstes Demo Infernal Return; Metalion vom norwegischen Slayer half der Band bei der Promotion und verteilte kostenlose Kopien an Fanzines und Radiosender. Das zweite, selbstbetitelte Demo folgte im Februar 1987, und die Band benannte sich in Tribulation, nach einem Lied von Possessed, um. Im März 1988 schloss sich mit Pyretic Convulsions das nächste Demo an. Im selben Jahr erschien zudem die Split-Veröffentlichung Is This Heavy or What? zusammen mit Atrocity, Damien und Gravity. Danach folgte das Demo Void of Compassion. Zudem war die Band mit dem Lied Bellicose Nations auf der Kompilation Hard-Core for the Masses – The Core of Sweden zu hören. Ein weiteres Demo Posers in Love, das in den Musikstugan Studios aufgenommen wurde, erschien im Dezember 1990. Es folgten Auftritte zusammen mit Napalm Death, Mucky Pup, Carcass und Entombed. Im Jahr 1991 folgte über Black Mark Production das Debütalbum Clown of Thorns. Die Vinylversion des Albums enthielt zudem das Bonuslied. 1993 wurde Neuman durch Daniel Sören von Harvey Wallhanger ersetzt; außerdem erschien das nächste Demo, dem 1994 die EP Spicy folgte, ehe sich die Band noch im selben Jahr „selbst terminierte“ und zur Punk-/Rock-Band Puffball wurde.

## Stil
Metalion sah bei Infernal Return leichte Ähnlichkeiten mit Bathory, die von allen Mitgliedern der Band als beste schwedische Band neben Mefisto ansahen. Außerdem sei die Musik von Exodus und Possessed inspiriert. Robert Müller vom Metal Hammer bezeichnete Clown of Thorns als „Grenzgang zwischen Hardcore und Thrash“, bei dem der Gesang fast in Sprechgesang verfalle. Die Lieder werden, vor allem in der ersten Hälfte des Albums, als originell bezeichnet. In seiner Clown-of-Thorns-Rezension für das Rock Hard bezeichnete Frank Albrecht das Werk als „absolut schwerverdaulichen Stoff“. Es handele sich um eine „krasse Mischung aus (Country-)Punk, Hardcore, Psycheledic und Metal“. Bei all den verschiedenen Stil-Ausflügen „dominieren aber wüste Hardcore-Attacken“. Daniel Ekeroth bezeichnete den frühen Stil als seltsamen Thrash Metal, der sich graduell in seltsamen experimentellen Rock transformierte. Der Stilwechsel setzte ein, als der Death Metal in der Szene an Bedeutung gewann. Ekeroth sieht das Frühwerk als bedeutend besser an als die späteren Aufnahmen.

## Diskografie
als Pentagram
- Infernal Return (Demo, 1986, Eigenveröffentlichung)
- Pentagram (Demo, 1987, Eigenveröffentlichung)

als Tribulation
- Is This Heavy or What? (Split mit Atrocity, Damien und Gravity, 1988, Is This Heavy or What?)
- Pyretic Convulsions (Demo, 1988, Eigenveröffentlichung)
- Bellicose Nations auf Hard-Core for the Masses – The Core of Sweden (Kompilation, 1988, Uproar Records)
- Void of Compassion (Demo, 1989, Eigenveröffentlichung)
- Posers in Love (Demo, 1990, Eigenveröffentlichung)
- Clown of Thorns (Album, 1991, Black Mark Production)
- Oil Up the Stud (Demo, 1993, Eigenveröffentlichung)
- Spicy (EP, 1994, Burning Heart Records)